# Ciaconius
Ciaconius (Baëça, ? – Rome, 1601), en français Alphonse Chacon est un historien dominicain espagnol.

## Biographie
Il est né à Baëça en Andalousie,  et enseigne dans l’ordre des Dominicains. Il est surtout connu par son ouvrage Vitae et gesta romanorum pontificum et cardinalium, édité en 1599 et réédité en 1676 à Rome en 4 volumes avec une continuation. On dit qu’il manquait  de critique. Il meurt à Rome en 1601.

### Sources
François-Xavier Feller  - Dictionnaire historique ou Histoire abrégée  - Méquignon-Havard, 1827